# Chris Baillieu
Chris Baillieu, född den 12 december 1949 i Marylebone i Storbritannien, är en brittisk roddare.
Han tog OS-silver i dubbelsculler i samband med de olympiska roddtävlingarna 1976 i Montréal.